# Éric Chahi

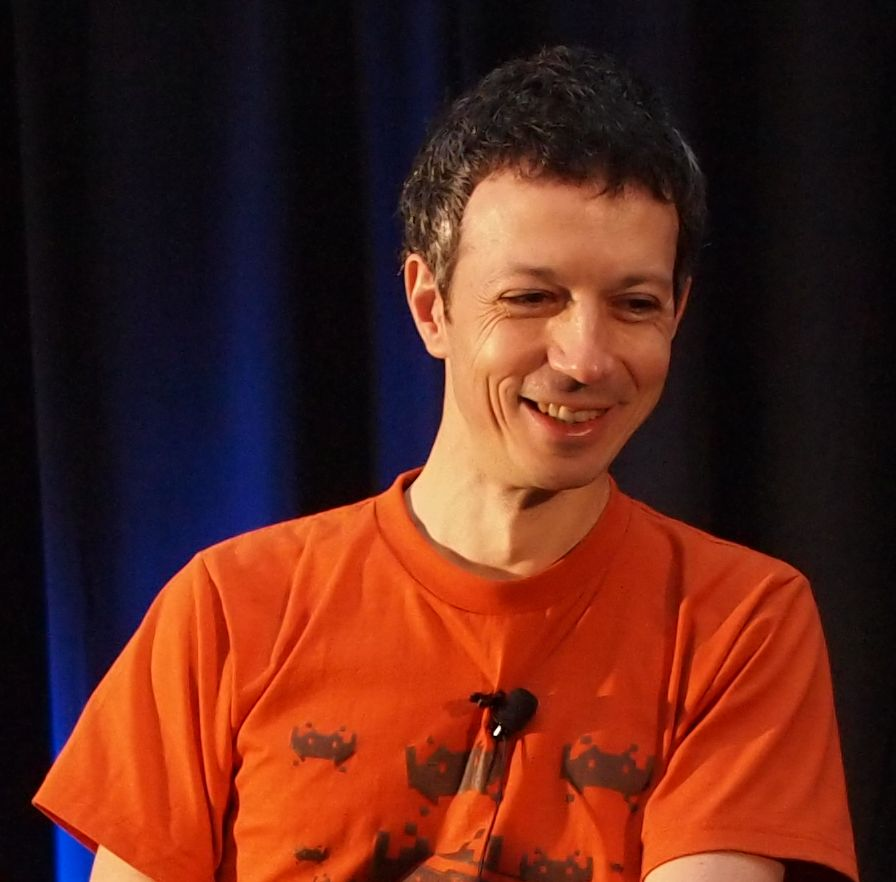
Éric Chahi, 2011.

Éric Chahi, född 21 oktober 1967 är en fransk datorspelsdesigner och spelutvecklare, som är mest känd för sitt spel Another World.

## Ludografi
- (1983) Frog (utvecklat av Eric Chahi, utgivet av ASN diffusion)
- (1983) Carnaval (utvecklat av Eric Chahi, utgivet av ASN diffusion)
- (1984) Le Sceptre d’Anubis (utvecklat av Eric Chahi, utgivet av Micro Programmes 5)
- (1984) Doggy (utvecklat av Eric Chahi, utgivet av Loriciels)
- (1985) Infernal Runner (utvecklat av Eric Chahi för Amstradversionen, utgivet av Loriciels)
- (1986) Le Pacte (utvecklat av Eric Chahi, utgivet av Loriciels)
- (1987) Danger Street (utvecklat av Eric Chahi, utgivet av Chips)
- (1987) Profanation (utvecklat av Eric Chahi, utgivet av Chips)
- (1988) Voyage au Centre de la Terre (utvecklat av Eric Chahi, utgivet av Chips)
- (1988) Jeanne d'Arc (utvecklat av Eric Chahi, utgivet av Chips)
- (1989) Future Wars (utvecklat av Delphine Software, utgivet av Delphine Software)
- (1991) Another World (utvecklat av Delhine Software, utgivet av bl.a. Interplay Entertainment)
- (1998) Heart of Darkness (utvecklat av Amazing Studio, utgivet av bl.a. Infogrames)
- (2011) From Dust (utvecklat av Ubisoft, utgivet av Ubisoft)